# Temple protestant de Mantes-la-Jolie
Le temple protestant de Mantes-la-Jolie est un édifice religieux situé 12 rue de Gassicourt à Mantes-la-Jolie, dans les Yvelines. La paroisse est membre de l'Église protestante unie de France. 

## Histoire
Le 4 juillet 1591 l'édit de Mantes —  un édit de pacification à ne pas confondre avec l'édit de Nantes —  tente de mettre un terme aux guerres de Religion. Durant le siège de Paris de 1590, la ville accueille le roi Henri IV qui se rend régulièrement au culte protestant, avant sa conversion au catholicisme en 1593.
La construction du temple est financée par le banquier et historien Fernand de Schickler, président de la Société de l'histoire du protestantisme français. À son habitude, il fait établir les plans par l'architecte anglais William Henry White. L'inauguration au lieu le dimanche 22 juillet 1866, en présence de 300 personnes.

## Architecture
L'édifice est de style néogothique. La façade porte une rosace à sept lobes, dans laquelle s'inscrit un hexagone. Le pignon est surmonté d'une croix nimbée. L'entrée porte un tympan sculpté, avec un bas-relief présentant une Bible fermée - contrairement à l'usage des temples réformés construit à cette même époque, où la Bible est présentée ouverte. Une croix nue est disposée sur la couverture, ainsi que trois clous, renvoyant aux instruments de la Passion du Christ. Un bandeau entoure la Bible, avec le texte gravé « Les cieux et la terre passeront mes paroles ne passeront point », citation d'un verset de l'Évangile selon Matthieu 24, 35. 
L'intérieur est décoré avec sobriété, à l'usage des Églises réformées, dans l'axe de la nef, une croix nue est accrochée au-dessus d'un pupitre. Deux écriteaux en bois annoncent « Dieu est amour » et « Dieu est lumière ». Au revers de la porte d'entrée est peinte une croix avec deux palmes et inscrit « Où deux ou trois sont assemblés en mon nom, là suis au milieu d'eux », citation d'un verset de l'évangile selon Matthieu 18, 20.